# Mevania
Mevania is een geslacht van vlinders van de familie spinneruilen (Erebidae), uit de onderfamilie Arctiinae.

## Soorten
- M. albofasciata Rothschild, 1912
- M. basalis Walker, 1864
- M. larissa Druce, 1890
- M. quadricolor Walker, 1854